# Иецавская резня
Иецавская резня — массовое убийство в Иецавском крае (Латвия) 20 сентября 1997 года, в результате которого 7 человек погибли и один получил ранения. Стрелок — Юрий Чубаров — покончил жизнь самоубийством после инцидента.

## Предыстория
Юрий Чубаров, уроженец Свердловска, получил 15 соток в Мурниеках в 1976 году у колхоза «Прогресс» и за время проживания там построил дом, возвёл теплицы и занялся пчеловодством. После восстановления независимости Латвийской Республики, в 1993 году, после принятия Закона о земельной реформе в сельской местности, семья Яниса и Артура Кошкиных вернула себе землю вокруг дома, вследствие чего между Чубаровым и Кошкиными возник конфликт.
По закону о земельной реформе, принятом в 1991 году, на небольшой участок, на котором находился дом, право собственности не восстанавливалось, а претензии рассчитывалось удовлетворить за счёт земли в ином месте или так называемыми компенсационными сертификатами. Получили ли Кошкины такого рода сертификаты или предложения о земле на другом участке, не установлено, но они не скрывали своих намерений выжить Чубарова любыми средствами. По крайней мере, они при свидетелях заявляли, что изведут его.
Ночью, в апреле 1997 года сгорело здание хутора. Полиция объяснила возгорание перегревом печи и повреждением дымохода, но Чубаров обвинил в случившемся Кошкина. Поданное Чубаровым в полицию заявление о поджоге рассмотрено не было. Когда дом сгорел, Чубаров не стал восстанавливать свой дом и стал жить в небольшом вагончике, который располагался неподалёку от Мурниеки.
Летом у Чубарова стали погибать пчёлы. Для Чубарова, который имел инвалидность из-за болезни сердца, пчёлы были единственным источником дохода. Незадолго до убийства, у него погибла последняя пчелиная семья.
У Чубарова было четыре единицы огнестрельного оружия, но его лицензия на хранение истекла 21 июля. 1 августа полицией была прислана повестка, которую он проигнорировал. 18 сентября в ходе рейда, к Чубарову приехали полицейские, но дома его не оказалось.

## Стрельба
Стрельба произошла 20 сентября 1997 года в Иецавском крае, примерно в 10 км от Иецавы. На картофельном поле возле дома «Мурниеки» 11 человек - родственники и знакомый Кошкиных - собирали картофель. Около 11 часов утра Юрий Чубаров подъехал к дому на своей «Ладе Ниве». После того, как Кошкины и их помощники в сборе картофеля пообедали, около 2 часов по полудни Чубаров выехал со двора на комбайне, вооружённый как минимум двумя видами огнестрельного оружия и открыл огонь по людям. Семь человек погибли, один — Гунтарс Грива — получил ранения в легкие и плечи и был помещен в Баускую больницу, где ему сделали операцию. Остальные трое участников уборки картофеля выжили.
После инцидента около 200 полицейских и военнослужащих «Земессардзе» начали поиски убийцы в лесу возле «Мурниеки». Всего в поисковой операции было задействовано около 500 человек. Это было крупнейшее событие подобного рода с момента восстановления независимости Латвии. Тело Юрия Чубарова было найдено на следующий день около 17:00, примерно в 2 км от дома «Мурниеки». Он ушёл в лес и застрелился в одной из местных пещер. С собой у него было две единицы огнестрельного оружия, одно из которых использовалось при расстреле на картофельном поле. У тела Чубарова сидела одна из его собак.
25 сентября в Иецаве был объявлен днём траура. Всех убитых, в том числе Чубарова, похоронили 26 сентября.

## Жертвы

### Убитые
- Артурс Кошкин (1978)
- Янис Кошкин (1952)
- Александр Миногин — знакомый Кошкиных (1943)
- Владимир Можейко — муж Инги (1971)
- Инга Скрастите — дочь Скраститисов (1961)
- Карлис Скраститис — тесть Кошкина (1945)
- Полина Скрастите — тёща Кошкина(1941)

### Раненые
- Гунтарс Грива (1969)